# جوزيف أوكومو
جوزيف أوكومو (مواليد 26 مايو 1997) هو لاعب كرة قدم كيني يلعب في مركز المدافع في نادي غينت.

## وصلات خارجية
- جوزيف أوكومو على موقع اتحاد السويد (السويدية)
- جوزيف أوكومو على موقع قاعدة بيانات كرة القدم.إي يو (الإنجليزية)
- جوزيف أوكومو على موقع ناشيونال فوتبول تيمز (الإنجليزية)
- جوزيف أوكومو على موقع Soccerbase.com (لاعب) (الإنجليزية)
- جوزيف أوكومو على موقع Soccerway.com (الإنجليزية)
- جوزيف أوكومو على موقع عالم كرة القدم.نت (الإنجليزية)